# کارآفرینی سازمانی
کارآفرینی سازمانی، (به انگلیسی: Intrapreneurship) فرآیندی در کارآفرینی است که سازمان طی می‌کند، تا همه کارکنان بتوانند در نقش کارآفرین انجام وظیفه کنند و تمام فعالیت‌های فردی یا گروهی را به‌طور مستمر، سریع و راحت در سازمان مرکزی به ثمر برسانند. هنگامی که فعالیت کارآفرینی توسط فرد یا گروه کارآفرین در داخل یک سازمان انجام بگیرد، به آن کارآفرینی سازمانی گویند.در واقع کارآفرینی سازمانی یعنی فرآیندی که سازمان طی می‌کند تا همه ی کارکنان بتوانند در نقش کارآفرینان انجام وظیفه کنند. برای اولین بار مفهوم کارآفرینی سازمانی توسط ریچارد کانتیلون مطرح شد.

کارآفرینی واژه‌ای است که پژوهشگران تعاریف متعددی برای آن ارائه کرده‌اند. به‌طور متداول واژهٔ کارآفرینی (مانند واژه‌های فیزیک، شیمی و ریاضی) دو مفهوم را می‌رساند: کارآفرینی به معنای فرایند و پدیدهٔ خلاقیت و نوآوری عرضه شده (تجاری شده) و کارآفرینی به معنای یک رشته علمی. رشتهٔ کارآفرینی عبارت است از مطالعهٔ و پدیده‌های کارآفرینی. رشته کارآفرینی ماهیتی میان رشته‌ای و چند رشته‌ای دارد و بیشترین ارتباط را با رشته مدیریت و رشته خلاقیت‌شناسی دارا می‌باشد. رشته علمی کارآفرینی تحت عنوان مدیریت کارآفرینی، مهندسی کارآفرینی و نیز کارآفرینی‌شناسی نیز نامیده می‌شود. از این جهت که ماهیت فرایند کارآفرینی، فرایند خلاقیت و نوآوری است و مجموعه فرایندهای آن ماهیت طراحی و مهندسی نرم‌افزاری دارد لذا کارآفرینی می‌تواند به عنوان یکی از زیر شاخه‌ها یا گرایش‌های تخصصی علم میان رشته‌ای و چند رشته‌ای خلاقیت‌شناسی یا خلاقیت نوآوری‌شناسی محسوب گردد.
کارآفرینی سازمانی دارای سه بعد است که عبارتند از: "نوآوری، توسعه محصولات و خدمات یا فرآیندهای جدید و ریسک پذیر".
کارآفرینی سازمانی فرآیندی است که فعالیت‌های سازمان را به سمت خلاقیت، نوآوری، مخاطره پذیری و پیشتازی سوق می‌دهد.
کارآفرین، فردی است که با صرف زمان و انرژی لازم، منابع، نیروی کار، مواد اولیه و سایر دارایی‌ها را به گونه‌ای هماهنگ می‌سازد که ارزش آن‌ها یا محصولات حاصل از آن‌ها نسبت به حالت اوّلیه‌اش افزایش یابد (ایجاد ارزش افزوده کند). کارآفرینان با مهارتی که در تشخیص فرصت‌ها و موقعیت‌ها و ایجاد حرکت در جهت توسعهٔ این موقعیت‌ها دارند، پیشگامان حقیقی تغییر در اقتصاد و تحولات اجتماعی محسوب می‌شوند.